# 福井県道267号小浜インター線
福井県道267号小浜インター線（ふくいけんどう267ごう おばまインターせん）は福井県小浜市に終始する、一般県道である。

## 概要
国道27号（及び起点のすぐ西側で分岐する国道162号）や小浜市街地方面の主要地方道と、舞鶴若狭自動車道小浜ICとを結ぶ役割を担う路線。

### 路線データ
- 起点：福井県小浜市木崎
- 終点：福井県小浜市府中（=舞鶴若狭自動車道 小浜IC）
- 規格 : 第4種第1級
- 総延長 : 0.8 km
- 車線数 : 2車線
- 設計速度 : 50 km/h

## 歴史
- 2011年（平成23年）7月16日 - 新設県道として開通、供用開始。

## 路線状況
舞鶴若狭自動車道 小浜西IC - 小浜IC 間の開通と同日の2011年（平成23年）7月16日に全線供用開始。但し起点の小浜インター口交差点から途中唯一信号機がある小浜インター交差点までの638mは12時、終点となる西日本高速道路との管理境界点まで142mを含む全区間としては15時の供用となった。
全区間で、舞鶴若狭自動車道の本線と隣接並行している。短距離かつほぼ直線であるが、途中JR西日本小浜線を跨ぐ和久里跨線橋のアップダウンがあるため見通しが利かない。また全区間で軽車両及び歩行者の通行が禁じられており、すぐ西側に並走する市道も小浜線手前で途切れているため、西側約150 mの和久里踏切もしくは東側約250 mにある新井溝踏切への迂回を要する。さらに小浜インター交差点以北は自動車専用道路に指定されているため、原動機付自転車の通行もできない。

## 地理

### 通過する自治体
- 福井県小浜市

### 接続路線
- 国道27号（小浜市木崎・小浜IC口交差点、起点）
- 福井県道24号小浜上中線（小浜市和久里・小浜IC交差点）
- 舞鶴若狭自動車道 小浜インターチェンジ（小浜市府中、終点）